# Атабеков, Хазалбек Бахтибекович
Хазалбек Бахтибекович Атабеков (род. 18 марта 1967) — полковник (с 2007 года), заместитель командующего внутренними войсками МВД Белоруссии с 2018 года. Этнический таджик.

## Биография
В 1990 году окончил Минское высшее военно-политическое общевойсковое училище. В 1996 году получил краповый берет из рук Дмитрия Павличенко. Занимал должность командира сначала роты, а затем и батальона внутренних войск.
В 2009—2012 годах был командиром 3-й отдельной Краснознамённой бригады специального назначения внутренних войск МВД (войсковая часть 3214), затем — заместителем начальника управления боевой и оперативной подготовки Главного управления командующего внутренними войсками МВД Республики Беларусь.
22 мая 2018 года назначен заместителем командующего внутренними войсками Министерства внутренних дел Республики Беларусь.
13 августа 2020 года на волне гражданского противостояния в Белоруссии Лукашенко наградил Атабекова медалью «За безупречную службу I степени».
15 марта 2022 года отправлен в отставку

## Санкции
В 2012 году полковнику Атабекову запретили въезд в страны Евросоюза. В «Чёрный список ЕС» попал за то, что «командовал разгоном демонстрации 19 декабря 2010 года в Минске с применением чрезмерной силы». Европейские санкции были сняты 15 февраля 2016 года.
2 октября 2020 года было объявлено, что Атабеков попал в санкционные списки ЕС («Чёрный список ЕС») и США (список специально обозначенных граждан и заблокированных лиц). ЕС ввёл санкции против заместителя командующего внутренними войсками МВД как за ответственного за кампанию репрессий и запугивания МВД после президентских выборов 2020 года: производные аресты и жестокое обращение с мирными демонстрантами, в том числе пытки, а также запугивание и насилие по отношению к журналистам. Кроме того, Атабекова в свои санкционные списки включили Великобритания, Канада, Швейцария. 20 ноября к пакету санкций ЕС присоединились Албания, Исландия, Лихтенштейн, Норвегия, Северная Македония, Черногория и Украина.

## Награды
- орден «За службу Родине»[20],
- медаль «За безупречную службу» III степени (18 марта 2005)[21],
- медаль «За безупречную службу» II степени,
- медаль «За безупречную службу» I степени (13 августа 2020)[22].